# Mauricio Alonso Rodríguez
Pour les articles homonymes, voir Rodríguez.
Mauricio Alonso Rodríguez Lindo (né le 12 septembre 1945 à San Salvador au Salvador) est un joueur de football international salvadorien, qui évoluait au poste d'attaquant, avant de devenir ensuite entraîneur.

## Biographie

### Carrière de joueur

#### Carrière en sélection
Avec l'équipe du Salvador, il joue entre 1963 et 1972. 
Il figure dans le groupe des sélectionnés lors de la Coupe du monde de 1970. Lors du mondial, il joue trois matchs : contre la Belgique, le Mexique et l'Union soviétique.
Il participe également aux Jeux olympiques de 1968 organisés au Mexique.

## Palmarès
CD FAS
- Championnat du Salvador :
  - Vice-champion : 1960-61.